# ALMA de México
ALMA de Mexico tên đầy đủ là Aerolíneas Mesoamericanas, S.A. de C.V. (mã IATA = C4, mã ICAO = MSO) là hãng hàng không giá rẻ của México, trụ sở ở Guadalajara. Hãng có các tuyến đường quốc nội tới 18 điểm đến và trong tương lai sẽ mở các tuyến quốc tế tới Hoa Kỳ. Căn cứ chính của hãng ở Sân bay quốc tế Don Miguel Hidalgo y Costilla, (Guadalajara).

## Lịch sử
ALMA de Mexico được Guillermo Heredia, cựu giám đốc của hãng Aeromexico thành lập năm 2006. Hãng được cấp giấy phép hoạt động từ tháng 9/2005. Ngày 12.6.2006, hãng mở chuyến bay đầu tiên từ Guadalajara tới Puebla. Hãng ký thỏa thuận thuê máy bay Bombardier CRJ-200 của GE Commercial Aviation Services (GECAS).

## Các nơi đến
(Tháng 6/2008):
- México

- Aguascalientes
- Tijuana
- La Paz
- Ciudad del Carmen
- Tuxtla Gutierrez
- Chihuahua
- Ciudad Juárez
- Torreón
- León
- Toluca
- Guadalajara
- Puerto Vallarta
- Monterrey
- Oaxaca
- Querétaro
- Cancún
- Chetumal
- San Luis Potosí
- Los Mochis
- Mazatlán
- Villahermosa
- Reynosa
- Tampico
- Poza Rica
- Veracruz
- Merida

## Các nơi đến tương lai
- Hoa Kỳ

- Las Vegas, Nevada
- Ontario, California
- San Antonio, Texas

## Đội máy bay
(Tháng 12/2007):
- 20 Bombardier CRJ-200
- 2 Bombardier CRJ-900 NextGen (đặt mua, sẽ giao trong năm 2008)

## Thỏa thuận liên danh
- Mexicanam (từ 1/6/2007)